# Ricardo Infante
Ricardo Roberto Infante (21. června 1924 La Plata – 14. prosince 2008 La Plata) byl argentinský fotbalista.
Hrál jako útočník, zejména za Estudiantes de La Plata. Byl na MS 1958.

## Hráčská kariéra
Ricardo Infante hrál jako útočník za Estudiantes de La Plata, CA Huracán a Gimnasia y Esgrima La Plata. S 217 góly je historicky 10. nejlepším střelcem 1. argentinské ligy a se 180 góly je historicky 3. nejlepším střelcem Estudiantes v 1. argentinské lize.
Za Argentinu hrál 5 zápasů a dal 2 góly. Byl na MS 1958.